# Papo et Yo
Papo et Yo est un jeu vidéo d'aventure et de réflexion développé et édité par Minority Media, sorti en 2012 sur Windows, Mac OS, Linux et PlayStation 3.
Il met en scène un jeune garçon brésilien, Quico, qui fait face à un père abusif et alcoolique et est transporté dans une favela onirique.
Minority Media a également développé Spirits of Spring.

## Accueil
- Adventure Gamers : 3,5/5[1]
- Jeuxvideo.com : 15/20[2]